# Кралска гвардия
Кралска гвардия е военизирано формирование, изпълняващо задължения по охрана на монарха, неговото семейство, резиденцията, както и церемониални функции.
В зависимост от титлата на монарха гвардията може да има и съответно название (императорска гвардия, султанска гвардия, гвардия на емира, княза и т.н.). Влиза в състава на въоръжените сили, по-рядко в министерството на вътрешните работи. Големината на гвардията в различните страни е от рота (Монако) до бригада (Мароко).
Кралски гвардии съществуват в 26 страни. В две страни с монархическа форма на управление въобще не съществуват подразделения, които биха могли да се отнесат към гвардия, а има само не многобройна лична охрана – в кралство Лесото и в княжество Лихтенщайн (охраната на княза носи Корпусът за безопасност (38 души) от националната полиция). Княжество Андора, въпреки названието, всъщност е парламентарна република.

## Галерия
- Британски гвардейци
- Испанската гвардия
- Охрана пред двореца на великия херцог на Люксембург
- Норвежки гвардейци
- Кавалерийски ескадрон от гвардията на Швеция
- Гвардеец от Малайзия
- Гвардейци от Тайланд
- Марокански гвардеец пред мавзолея на крал Мохамед V
- Гвардейци на японския император